# Lucas Pouille
Lucas Pouille (Grande-Synthe, Francia, 23 de febrero de 1994) es un tenista profesional francés.
Hasta la fecha ha ganado 5 títulos ATP, y además ha conseguido ganar en las 3 superficies sobre las que se disputa el circuito masculino: pista dura, tierra batida y hierba. En 2018 consiguió su ranking más alto por el momento en individuales, cuando llegó a ser 10. Su mejor actuación en un Grand Slam fue en el Australian Open 2019, cuando consiguió llegar a semifinales derrotando por el camino a Mijaíl Kukushkin, Maximilian Marterer, Alexei Popyrin, Borna Ćorić y Milos Raonic, para luego caer ante Novak Djokovic.
En 2019, juega su primera semifinal de Grand Slam en el Abierto de Australia.

## Biografía
Lucas Pouille nació el 23 de febrero de 1994 en Grande-Synthe, en el norte de Francia, hijo de padre francés y madre finlandesa. Su madre, Lena Stenlund, originaria de Närpes (Finlandia), se expresa en sueco como la mayor parte de la gente de ese municipio. Sus padres se conocieron en el Reino Unido. Pascal Pouille, su padre, trabajaba en la compañía naviera Åland, que explotaba el trayecto Francia-Inglaterra. La familia se instaló muy cerca de Dunquerque, al oeste, en Loon-Plage. Los padres de Lucas no son tenistas ni deportistas profesionales y dejaron que eligiera libremente sus aficiones. A solo 200 metros de su casa se creó un club de tenis en el que Lucas empezó a jugar por gusto junto con sus hermanos Nicolas y Jonathan. Entrenó en el club hasta los 12 años. Luego pasó al Pôle France de Poitiers dentro de clases de 6 u 8 jugadores y, a continuación, al INSEP de París. Campeón de Francia para edades 13-14 en 2008.
A los 18 años opta por la nacionalidad francesa y renuncia a la finlandesa, puesto que rechaza el servicio militar obligatorio en Finlandia. Tuvo la oportunidad de jugar y perder contra el principal jugador finlandés, Jarkko Nieminen, antes de la retirada de este.
Lucas Pouille se define como un «golpeador de fondo» que tiene un primer servicio rápido, más cómodo en la línea de fondo que en la red. Su fuerte es el golpe de derecha, mejor que su revés. Para Arnaud Di Pasquale en 2014, tiene como principales cualidades golpear bien la bola desde ambos lados de la cancha y la concentración en su carrera, y sus puntos débiles son el físico y rematar los puntos en la red. Para Patrice Hagelauer, director técnico nacional, es un jugador «muy completo». Prefiere las pistas duras y tiene a Roger Federer como un modelo a seguir. Se le considera un «tipo duro» y un «trabajador compulsivo».
En febrero de 2015, dejó París para vivir y entrenar en Dubái, pero a finales de 2020 decidió volver a Francia, a Rennes. También cambió de proveedor de equipamiento en 2015, pasando de Nike a Adidas, y luego firmó con Le Coq Sportif a principios de 2020. También firmó con Babolat para sus raquetas.

## Carrera

### 2010-2012: Inicios
Comienza su carrera profesional clasificándose para el Challenger de Saint-Brieuc, en 2010. Llega a la segunda ronda de Roland-Garros júnior. En 2011, cae en cuartos de final de Open de Australia júnior. En 2012, juega los torneos ITF, los llamados Futures y Challenger.

### 2013: Primera participación en Grand Slam
Participa por primera vez en un torneo Gran Slam en el Open de Australia 2013 desde la clasificación, después de recibir un Will Card, llegó hasta la segunda ronda clasificatoria cayendo ante Rubén Bemelmans. Llega a la final del Challenger de Samarcanda, que pierde ante el español Pere Riba Madrid.
Pouille hizo su debut en individuales ATP World Tour como comodín en el torneo en el Torneo de Montpellier 2013, en su país, donde perdió su primer partido de individuales en la primera ronda ante el N.º 7 preclasificado Viktor Troicki en sets corridos. Pouille también perdió su primer partido de sencillos en la primera ronda del cuadro principal de su próximo torneo ATP en el Open de Marsella como invitado, esta vez perdió contra Julien Benneteau en primera ronda.
Es invitado (wild card) a Roland Garros 2013; en la primera ronda, derrotó al Will Card estadounidense Alex Kuznetsov en sets corridos, pero perdió en la segunda ronda contra el no. 26 Grigor Dimitrov en sets corridos.
En junio, Pouille se clasificó (tuvo que ganar tres partidos de clasificación individual) para el cuadro principal de individuales de un torneo ATP World Tour por primera vez en su carrera en el torneo de césped en Hertogenbosch; perdió su partido de primera ronda en el sorteo principal de sencillos ante Jérémy Chardy. En julio, Pouille ganó su segundo título de sencillos ITF en Estonia (anteriormente había ganado en abril el título de individuales de la ITF del Circuito Masculino de Vietnam F3). En octubre, Pouille perdió en las semifinales de sencillos del torneo ATP Challenger Tour en Kazán que hasta el momento había sido su mejor actuación individual en un ATP Challenger Tour torneo.
En octubre vence a su primer top 100, Evgeny Donskoy, aunque en un torneo Challenger.

### 2014: Octavos de final en París-Bercy y dos triunfos sobre Top 30

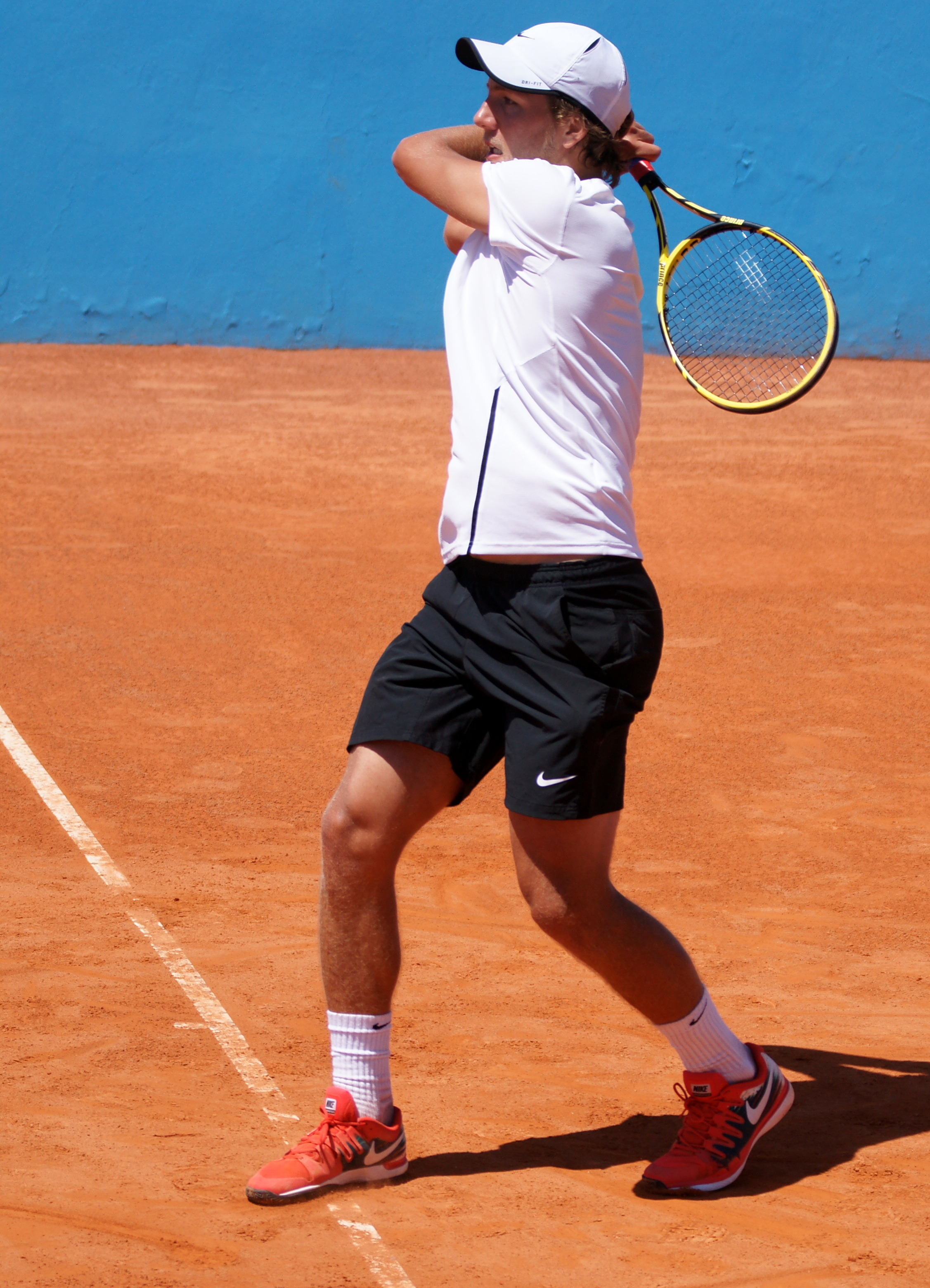
Lucas Pouille en 2014

Lucas Pouille recibe en diciembre de 2013 un Will Card para jugar el Abierto de Australia desde el cuadro principal. Para prepararse para esta temporada, realiza una semana de entrenamiento en Suiza con Stan Wawrinka, un miembro del Top 10 mundial. En Australia el francés luchó en cuatro sets en la primera ronda cayendo ante Dusan Lajović.
Después de haber ganado las clasificaciones en el ATP 250 de Niza, perdió en primera ronda contra Paul-Henri Mathieu en tres sets.
Recibe otro Will Card para Roland Garros 2014, Pouille es derrotado por Juan Mónaco en primera ronda.

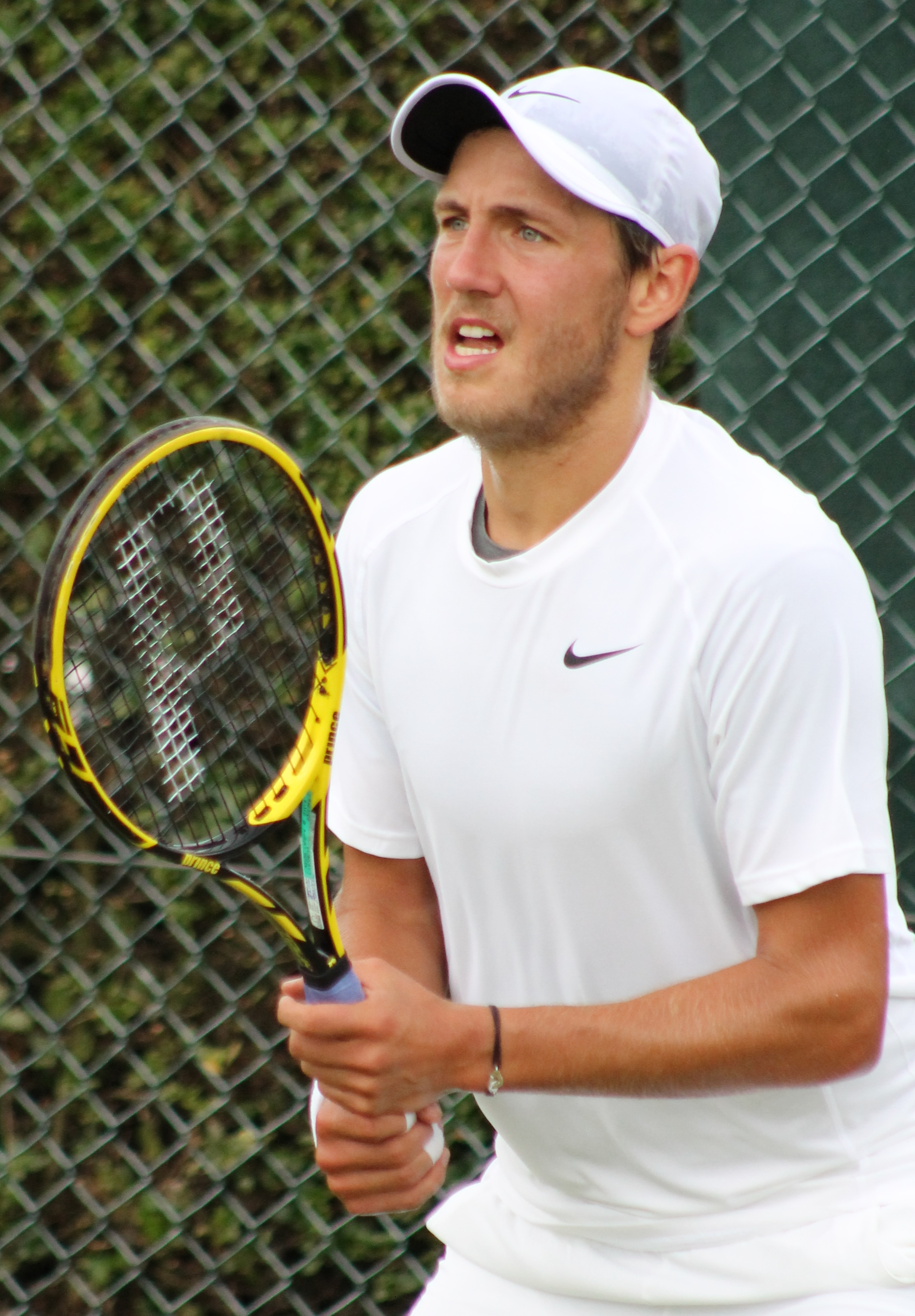
Lucas Pouille en la fase de clasificación de Wimbledon 2014

Después de jugar la fase de clasificación de Wimbledon se lesionó la muñeca, Estuvo ausente un corto periodo de tiempo de julio a septiembre (3 meses), pero en su regreso hace dos buenas actuaciones, una semifinal en Challenger de Szczecin, seguido la semana siguiente en su primera final de un Challenger en Meknes  perdió ante Kimmer Coppejans por 6-4, 2-6, 2-6. Antes había batido a un top 100, el español Pablo Carreño Busta, 63.º del ranking ATP.
Integra por primera vez el cuadro principal de un Masters 1000, en París-Bercy después de vencer a Steve Johnson y Jarkko Nieminen en las clasificaciones. Pasó la primera ronda después de una como victoria por 6-1 y 6-4 sobre el croata Ivo Karlović, entonces 27.º del mundo, lo que describió como la mejor victoria de su carrera (en ese momento). Logra una mejor victoria en segunda ronda ante el 20.º del mundo Fabio Fognini por doble 7-6, antes de ser eliminado por Roger Federer (N°2 del mundo) en los octavos de final por doble 6-4, en un buen partido del francés teniendo en cuenta al rival que tenía del otro lado. Durante este torneo, su entrenador destaca los avances en el compromiso y la inversión de Pouille, mejorando la eficiencia. Durante el Masters de París 2014, Pouille no perdió un set en sus cuatro victorias sobre jugadores que estaban al menos 100 puestos más altos que él en el ranking ATP.
El 3 de noviembre (que fue un día después del final del Masters de París), su clasificación ATP de sencillos saltó al no. 134 comparado con el no. 176 hace siete días. Pouille terminó el año como el francés más joven en el Top 150 de la clasificación ATP con un récord final de 28:17 en el triunfo y derrota de los ATP Challenger Tour.
Terminó el año con una derrota ante Tobias Kamke en el Mouilleron-le-Captif cuartos de final del Challenger.

### 2015: Llegada al top 100
Lucas Pouille comienza el 2015 llegando a las semifinales de Auckland, que pierde contra otro francés, Adrian Mannarino, como anécdota en el comienzo había jugado la clasificación pero perdió en la última ronda de clasificación ante Jiri Vesely, entró como Lucky Loser (perdedor afortunado) tras la retirada de David Ferrer, ganó en segunda ronda y cuartos de final para llegar a semifinales donde cayó ante Mannarino en tres sets por 6-4, 3-6 y 7-5. Este torneo le permite alcanzar la clasificación como 117.º del mundo. En el Open de Australia 2015 nuevamente recibe un Will Card, perdiendo en primera ronda contra el N°17 Gaël Monfils después de ganar los dos primeros sets por 7-6(3) y 6-3, antes de perder en cinco sets (6-4, 6-1, 6-4).
Poco después, se inclina en la cuarta ronda de Montpellier frente a Richard Gasquet por 6-3 y 7-6. Supera la clasificación de Dubái y pierde en primera ronda ante Simone Bolelli por doble 6-3.
En Montecarlo, recibe un Will Card para entrar directamente al cuadro y vence en primera ronda a Dominic Thiem por doble 6-4. En el siguiente turno, lógicamente cae ante Rafael Nadal por un contundente 6-2 y 6-1. El 20 de abril de 2015, entró por primera vez al top 100, situado en el ranking 98.º, una clasificación que le permite jugar en el cuadro principal de Wimbledon 2015
Recibe una nueva invitación para jugar en Roland Garros desde el cuadro principal, em el torneo se anunció oficialmente una colaboración continua durante varios meses entre Pouille y Yannick Noah. Cae en la primera ronda ante Gilles Simon en cuatro sets (3-6, 6-1, 6-2, 6-4). Después de este torneo, Pouille deja Nike y firma un contrato con Adidas.
En Wimbledon, fue dominado en primera ronda por Kevin Anderson en cuatro sets (6-2, 7-5, 3-6, 6-3). En la arcilla de Hamburgo, clasifica para el cuadro principal. En la primera ronda ganó contra otro clasificado Inigo Cervantes en dos sets y, a continuación, en la segunda ronda derrotó añ experimentado argentino Juan Mónaco por 6-1 y 7-5. En cuartos de final, se enfrenta a otro francés Benoît Paire, ganando a pesar de todo fácilmente por 6-3, 6-2 en menos de una hora juego y clasificarse para su primera semifinal de su carrera en un torneo ATP. En semifinales cae por un contundente 6-2 y 7-6(2) ante el italiano Fabio Fognini. Esta actuación le permite que alcance la posición 64.º del ranking mundial.
Después de perder contra el 435.º del mundo, Sekou Bangoura, en la clasificación para Winston-Salem, perdió contra Evgeny Donskoy en cuatro sets en la primera ronda del US Open. Luego fue cuartofinalista en San Petersburgo. Después de tres derrotas seguidas en la gira asiática, hace otra vez cuartos de final en Rusia, esta vez en Moscú. Recibiendo un Will Card para el Masters de París-Bercy, donde fue derrotado en la primera ronda por Jeremy Chardy, después Pouille alcanzó su segunda final ATP Challenger Tour en Francia perdiendo la final ante Benoît Paire en tres mangas.
Terminó el año con un récord final de victorias y derrotas de 17-8 en el ATP Challenger Tour. Termina el año en el puesto 77.º del Ranking ATP.

### 2016: Explosión,1.ertítulo ATP y Cuartos de final en Wimbledon y Abierto de EE.UU
En diciembre de 2015, Pouille ficha para su equipo técnico al preparador físico Pascal Valentini.
Pouille comenzó su temporada en Brisbane, vence al cañonero estadounidense Sam Querrey en primera ronda. En la segunda ronda, Pouille domina al decimosexto jugador mundial David Goffin en tres sets. Esta victoria es la primera de Pouille contra un Top 20. Pouille es entonces golpeado por el eventual ganador del torneo Milos Raonic en cuartos de final. En el Open de Australia consigue su mejor resultado en dobles junto a Adrian Mannarino, Pierden en semis ante Jamie Murray y Bruno Soares, después de derrotar a tres cabezas de serie en rondas anteriores. En el singles del Grand Slam asiático perdió en primera ronda ante Milos Raonic, cabe mencionar que Pouille logró su tercera derrota consecutiva en la primera ronda de sencillos en ese evento.
A principios de febrero, los objetivos declarados de Lucas Pouille para la temporada 2016 son llegada al top 30 y su primer título en el circuito principal.
Sin embargo perdió en la primera ronda en Indian Wells contra Borna Ćorić, brilla en el Masters 1000 de Miami, donde obtuvo dos victorias seguidos sobre cabezas de serie, a los españoles Guillermo García-López (32.º) por 6-2, 6-4 (salvando un punto de partido) y al número 8 David Ferrer por (1)6-7, 7-6(4) y 7-5 en un partido difícil de dos horas y 45 minutos. Ganó en esa ocasión su primera victoria contra un Top 10. Esta actuación es efímera ya que se derrumba en la siguiente ronda contra su compatriota Gilles Simon, el marcador es de 6-0, 6-1 en menos de una hora.
Su temporada en tierra batida comienza en el Masters de Montecarlo, como invitado (Will Card), se enfrenta consecutivamente a tres franceses. Después de dominar em la primera ronda a Nicolás Mahut (48.º del mundo) por 7-6(1), 6-3, venció aún segundo top 10 en su carrera, Richard Gasquet (10.º del mundo y 9.º cabeza de serie) por 4-6, 7-5, 6-1. De este modo se clasificó por segunda vez consecutiva a la tercera ronda de un Masters 1000, se enfrenta Tsonga, (9.º del mundo y 8.º cabeza de serie). Pierde por doble 6-4. Continúa su buena racha en tierra batida en el ATP 250 Bucarest en Rumanía. Vence al serbia Dusan Lajović en la primera primera (6-3, 6-4), eliminó al 2.º cabeza de serie, Ivo Karlović en segunda ronda. En cuartos derrotó al italiano Paolo Lorenzi en tres sets (4-6, 6-4, 7-5), entonces derrotó a al argentino Federico Delbonis por 7-6(4), 6-3 en una hora y 40 minutos y de esta manera clasificaba a su primera final ATP. Debido a las duras condiciones climáticas, la final se juega los lunes. Perdió ante Fernando Verdasco por 6-3 y 6-2 en una hora y 15 minutos. Jugó la clasificación para entrar al cuadro principal de Madrid, Lucas Pouille da la sorpresa del torneo y vence al 13.º del mundo, David Goffin por 7-6(4), 2-6 y 7-6(7) (salvando cuatro puntos de partido). Sin embargo, cayó en la siguiente ronda, contra el estadounidense Sam Querrey (37.º del mundo) por (5)6-7, 6-3 y 6-4.
Aprovechando la baja de Tsonga, fue reclutado para Roma para el cuadro principal del torneo después de ser derrotado en dos sets, ante el kazajo Mijaíl Kukushkin durante la ronda de clasificación final. Su compatriota era cabeza de serie número 7, por lo que está exento de la primera ronda y se encontró en la segunda ante el 84.º del mundo, Ernests Gulbis, Pouille remontó el partido cuando caía por 3-6, 2-4 para ganar por 3-6, 6-4 y 7-5. Se dice que esta victoria le permite almacenar más confianza para el resto del torneo. En la siguiente ronda, derrotó a David Ferrer, (N°9 mundial) por un fácil 6-4 y 6-1 en solo una hora. Es entonces la tercera victoria del franceses ante un top ten, el tercero en menos de dos meses. Él tenía que enfrentarse en los cuartos de final al argentino Juan Mónaco, que finalmente se retira, por un golpe en la cadera izquierda, permitiendo Pouille clasificar sin jugar a su primera semifinal de un Masters 1000. Se enfrenta a Andy Murray, el futuro ganador del torneo, que lo vence por un contundente 6-2 y 6-1 en menos de una hora. Estos buenos resultados le permiten ingresar al top 50 por primera vez, subió de 52.º al 31.º puesto. Pouille se convirtió en el segundo perdedor afortunado (Lucky Loser) en llegar a la semifinal de individuales en Masters 1000 (Thomas Johansson fue el primero en hacerlo, en Toronto 2004). El 16 de mayo, se colocó en el top 32 (en el n.º 31) del Ranking ATP por primera vez en su carrera como resultado de su buena actuación en Roma asegurando así que sería cabeza de serie en el evento individual del próximo Abierto de Francia.
La buena temporada termina en Roland Garros como cabeza de serie (29.º) venciendo a Julien Benneteau en primera ronda, en segunda ronda cayó ante el Lucky Loser Andrej Martin. En la temporada de hierba disputó el Mercedes Cup 2016 donde se despidió en primera ronda cayendo sorpresivamente ante John Millman a pesar de ganar el primer set. Tuvo otra derrota en la primera ronda en Halle, perdiendo ante el segundo cabeza de serie Kei Nishikori a pesar de ganar el primer set.
Pouille luego compitió en el tercer evento de Grand Slam del año en Wimbledon como el trigésimo segundo preclasificado. Llegó al torneo con un 0-4 ATP World Tour (incluyendo el Grand Slam) registro principal de sencillos en hierba y nunca había disputado un ATP Challenger Tour o Torneos Futures individual en hierba, derrotó al clasificado Marius Copil en primera ronda en cuatro mangas, derrotó a Donald Young en sets corridos en la segunda ronda (Esta fue la primera vez que Pouille avanzó a la tercera ronda de sencillos de un torneo de Grand Slam) y en la tercera ronda, al argentino Juan Martín del Potro, que derrotó a Stan Wawrinka en la ronda anterior, contra el que requiere de cuatro sets para ganar por (4)6-7, 7-6(6), 7-5 y 6-1 y logró la clasificación para los octavos de final. Aunque se lesionó en el pie derecho al comienzo del segundo set, ganó el partido en cinco sets contra el australiano Bernard Tomic por 6-4, 4-6, 3-6, 6-4 y 10-8, además alcanzaba por primera vez en su carrera los cuartos de final de un Grand Slam. Cae ante el checo Tomáš Berdych, en un juego de casi dos horas y en un ajustado primer set (7-6(4), 6-3, 6-2).
Por primera vez en su carrera, fue llamado por Yannick Noah para jugar en los cuartos de final de la Copa Davis contra República Checa, junto a Jo-Wilfried Tsonga, Pierre-Hugues Herbert y Nicolas Mahut, debutó en el segundo singles ganando a Jiri Vesely por 7-6(2), 6-4 y 7-5 y también le permitió a Francia a igualar a 1.
Luego Pouille perdió en la segunda ronda de Montreal ante Rajeev Ram y en la primera ronda de Cincinnati frente a Nick Kyrgios.

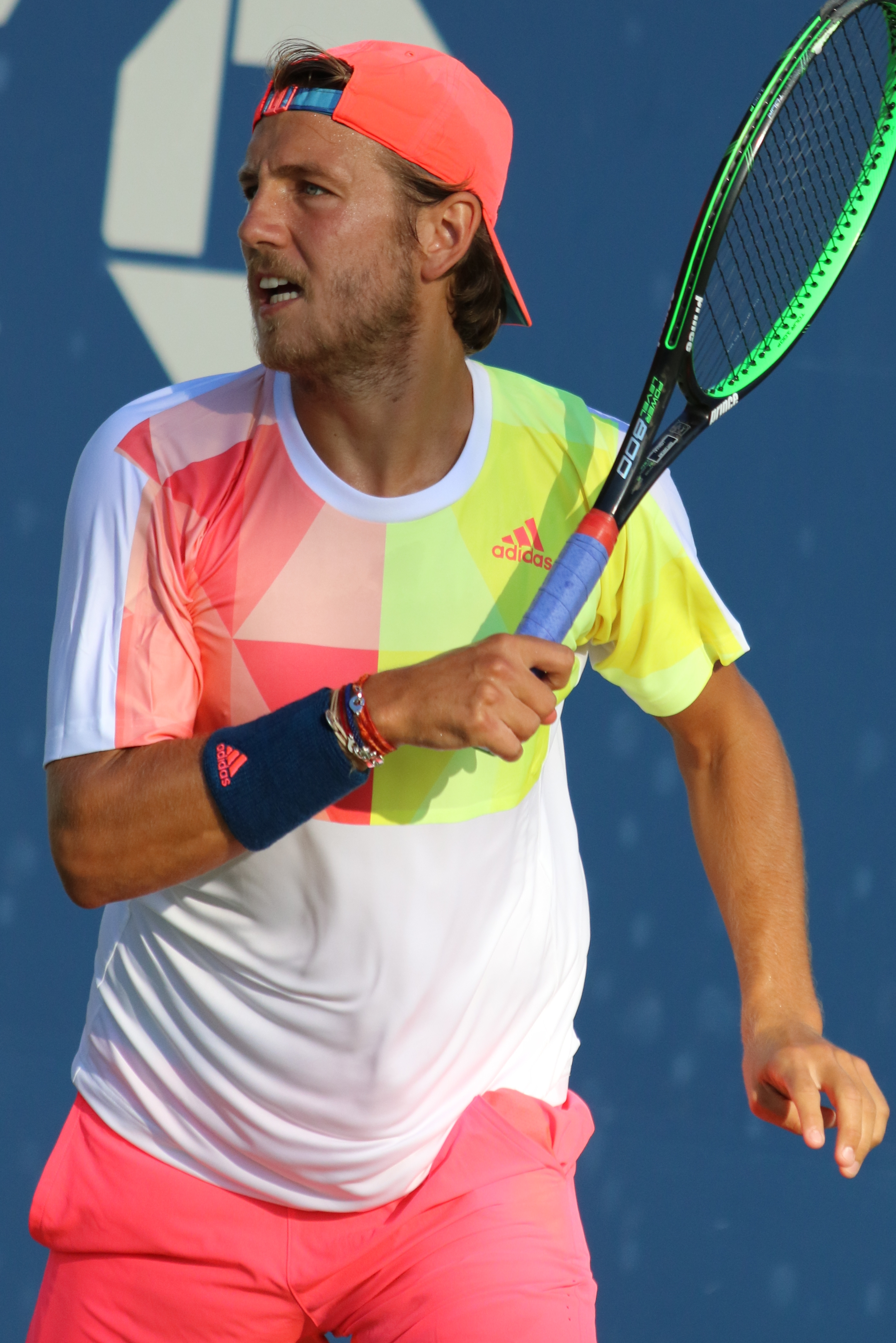
Pouille en el Abierto de Estados Unidos 2016 donde logró llegar a cuartos de final por segunda vez en un Grand Slam luego de derrotar al quinto favorito Rafael Nadal por 6-1, 2-6, 6-4, 3-6 y 7-6 en un épico partido

En el US Open 2016, supera a Mijaíl Kukushkin en cuatro sets en la primera ronda, al clasificado Marco Chiudinelli en segunda por 4-6, 3-6, 7-6, 6-2, 6-0 en cuatro horas de partido y al español Roberto Bautista Agut, 17.º del ranking ATP por 3-6, 7-5, 2-6, 7-5, 6-1 en tercera ronda y más de tres horas de partido y para clasificarse por primera vez a la segunda semana en Flushing Meadows. En octavos de final obtiene su mejor victoria hasta entonces ganando al quinto del mundo Rafael Nadal por 6-1, 2-6, 6-4, 3-6 y 7-6, en un poco más de cuatro horas y se convierte en el primer francés que le lleva a cinco sets y, además, le vence. Su participación termina ante otro francés, Gael Monfils, que le derrota fácilmente en sets corridos por 6-4, 6-3, 6-3. Pouille, Monfils y Jo-Wilfried Tsonga se convirtieron en el primer trío francés en alcanzar los cuartos de final de individuales del mismo torneo de Grand Slam en la Era Open.
Siendo cabeza de serie n.º 3 del ATP 250 de Metz bate a Pierre-Hugues Herbert (6-4, (6)6-7, 6-4), Julien Benneteau (7-6 7-2, 4-6, 6-3), David Goffin (n.º 14 mundial) por 7-67-4, 6-1 y, en la final a Dominic Thiem por 7-67-5, 6-2. entonces número 10 del mundo con dos sets completos de autoridad. De esta mejora su ranking ATP subiendo al puesto 16.º y superando a Richard Gasquet para convertirse en el número 3 francés. Confirmando todos estos meses de esfuerzo.
Pouille inició su gira asiática en el China Open. A pesar de ser el no. 6 del torneo, Pouille perdió en la segunda ronda al eventual finalista Grigor Dimitrov. A continuación, Pouille compitió en el Masters 1000 de Shanghái, en el que fue cabeza de serie no. 13. Derrotó a Fernando Verdasco y Nicolás Almagro antes de caer ante el número 2 del mundo y eventual campeón Andy Murray por 6-3 y 6-1.
Y, finalmente, su último torneo del año sería el Masters 1000 de París-Bercy, donde todavía tiene una pequeña oportunidad de clasificarse para al Masters de Londres, avanzaría hasta tercera ronda y perdió por un contundente 6-3 y 6-0 de nuevo ante Murray.
Pouille logró un nuevo ranking individual de ATP en el ranking de sencillos del mundo no. 15 el 7 de noviembre.
A fin de año, Pouille recibió el Premio ATP World Tour por ser el Jugador revelación del año. En diciembre de 2016, Ion Ţiriac se convirtió en el gerente de Pouille.

### 2017: Tres títulos ATP (uno en cada superficie) y campeón de la Copa Davis

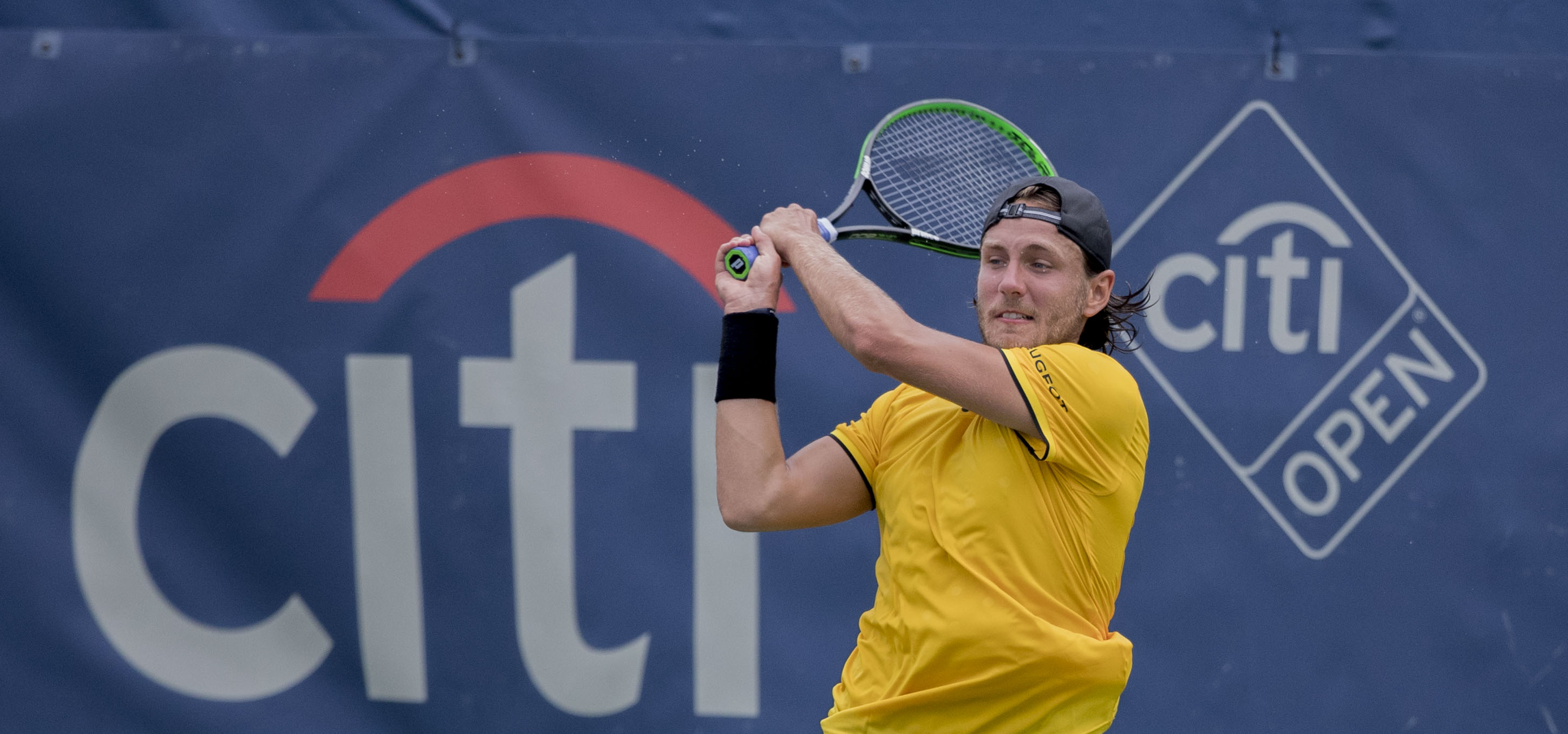
Lucas Pouille en 2017

Comenzó su temporada en Brisbane, en el que fue cabeza de serie no. 6, debutó con una victoria sobre Gilles Simon en dos desempates en la primera ronda, después de estar abajo 0-5 en el primer set, pero después cae en la segunda ronda retirarse contra el británico Kyle Edmund cuando caía por 3-6 y 1-3 debido a una lesión en el dedo gordo del pie derecho. Suficientemente recuperado de un esguince de ligamentos en el dedo gordo del pie derecho, pierde de entrada en el Abierto de Australia contra el clasificado Alexander Bublik por 0-6, 6-3, 3-6 y 4-6.
Luego participó en el Torneo de Róterdam. cabeza de serie octavo, perdió en la primera ronda contra Philipp Kohlschreiber por 7-5 y 6-2. En Marsella, ganó las primeras rondas contra Aljaž Bedene y Daniil Medvedev. En la semifinal, venció Richard Gasquet por 7-5, 6-3 alcanzando su tercera final ATP y perdió la final contra Jo-Wilfried Tsonga por doble 6-4. Pouille (cabeza de serie n.º 7) continuó su buena actuación alcanzando las semifinales en Dubái, donde perdió ante el número uno del mundo Andy Murray por 7-5 y 6-1; La cuarta derrota consecutiva de Pouille ante Murray significaba que aún no había ganado ni un solo set en cuatro partidos contra Murray.
Comienza la gira de tierra batida europea en el Masters de Monte-Carlo, elimina sucesivamente a Ryan Harrison (6-2, 6-4), Paolo Lorenzi (6-2, 6-4) y Adrian Mannarino (3-0 retiró), este último por abandono. En cuartos vence al uruguayo Pablo Cuevas (Que había derrotado a Wawrinka) por 6-0, 3-6 y 7-5, incluso su oponente servía 5-4 arriba en el tercero, alcanzando su segunda semifinal de Masters 1000. Pierde en 2 horas y 15 minutos por 3-6, 7-5 y 1-6 contra la sorpresa del torneo, el español Albert Ramos, en un partido donde el francés tuvo un bajo primer servicio.
Ganó el segundo título de su carrera en Budapest, eliminando sucesivamente a Jiří Veselý (6-3, 4-6, 7-6), Martin Kližan (6-4, 6-3), Paolo Lorenzi (6-2, 7-5) y Aljaž Bedene en la final (6-3, 6-1) en un torneo donde perdió un solo set. Después de Madrid y Roma. Pouille llegó a Roland Garros con muchas esperanzas. Se enfrenta y en un gran partido como el año anterior a Julien Benneteau en primera ronda ganando nuevamente por 7-68-6, 3-6, 4-6, 6-3 y 6-4 pero en un duelo mucho más complicado, estando cerca de la derrota y abrumado en los tres primeros sets. Luego tiene algunas dificultades en el primer set con el brasileño Thomaz Bellucci pero gana por 7-67-5, 6-1 y 6-2, pero cayó en la tercera ronda ante el español Albert Ramos-Viñolas por 2-6, 6-3, 7-5, 2-6 y 1-6 a pesar de ir dos sets a uno arriba. Esta derrota es una decepción para los franceses que estaban en el juego.
Comienza la gira sobre césped, participando en Stuttgart donde vence a Jan-Lennard Struff por 4-6, 7-6(7-5) y 7-6(10-8) salvando un punto de partido, a Philipp Kohlschreiber (6-4, 2-6, 6-3) y a su compatriota Benoît Paire por 7-6 y 7-5 para llegar a la final. Pouille derrotó al especialista en esta superficie Feliciano López por 4-6, 7-67-5 y 6-4 ganando su primer título sobre césped después de un combate de 2 horas y 5 minutos. La semana siguiente, en Halle, supera de nuevo a Jan-Lennard Struff pero esta vez con más facilidad que la primera vez por 1-6, 6-3 y 6-4, antes de perder por 7-6(8-6), 4-6 y 3-6 contra el local Florian Mayer. Con 5 victorias y 1 derrota (Además de un título) llega a Wimbledon con la misión de defender su cuartos de final, comienza en primera ronda con el tunecino Malek Jaziri venciendo por (5-7)6-7, 6-4, 6-4 y 7-6(7-2), pero cae en segunda ronda contra el polaco Jerzy Janowicz por 7-64, 7-65, 3-6 y 6-1 cometiendo muchos errores no forzados.

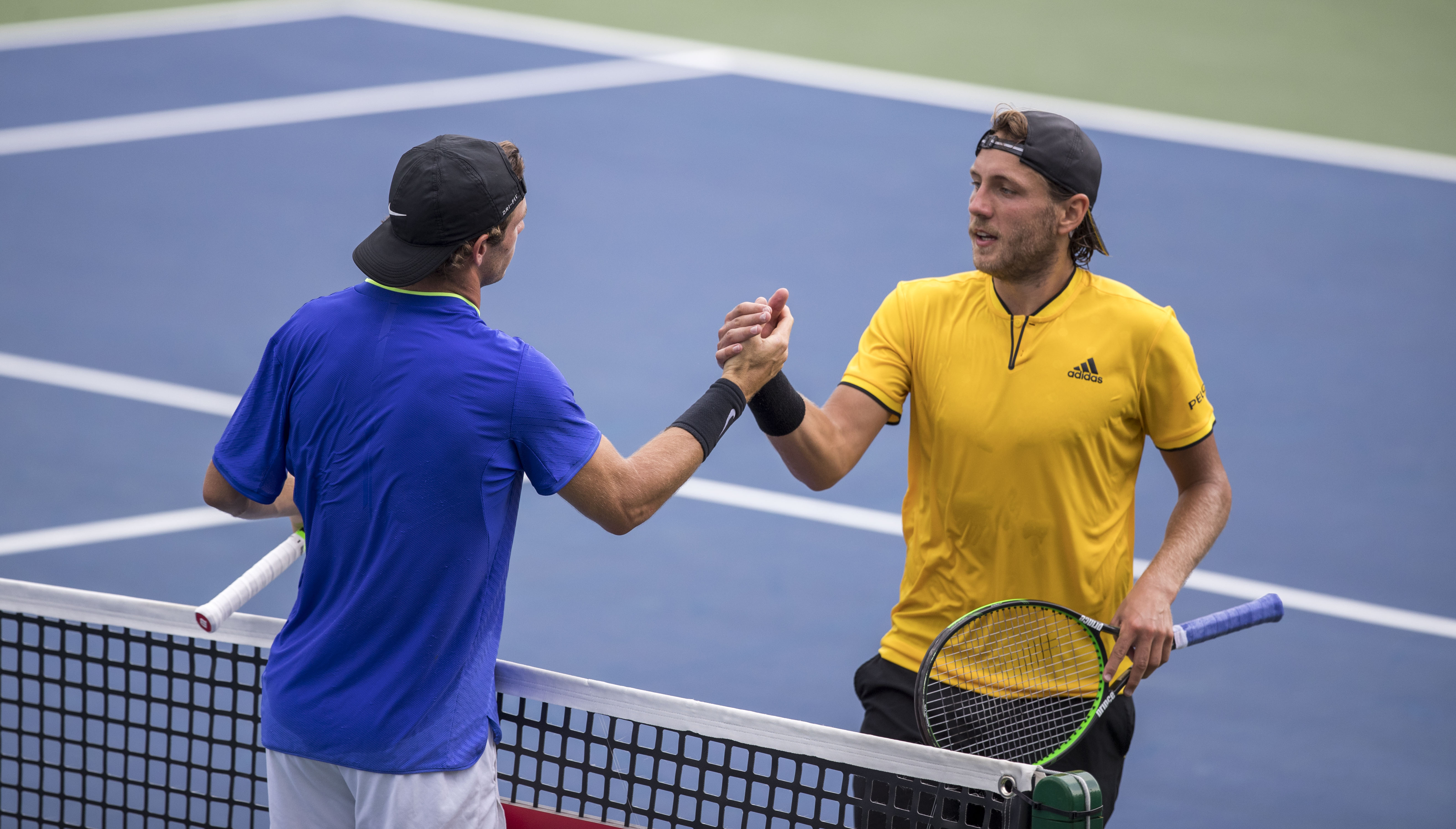
Pouille (amarillo) en el Torneo de Washington 2017.

De nuevo decepciona en el US Open Series, tras perder en primera ronda frente al estadounidense Jared Donaldson por doble 7-6. Luego se retira del Masters de Cincinnati, lo que no resulta tranquilizador ante la proximidad del Abierto de Estados Unidos porque tiene que defender cuartos de final (360 puntos). En el US Open no pudo defender sus cuartos de final del año anterior al perder en la ronda de 16 (después de las victorias en cinco sets contra Jared Donaldson y en cuatro contra Mijaíl Kukushkin), contra el argentino Diego Schwartzman por 36-7, 5-7, 6-2 y 2-6 después de 2 horas 34 minutos. Desaprovechando además la oportunidad de ir más lejos en un cuadro inferior muy abierto después de las derrotas de los principales cabezas de serie en rondas iniciales, después de un buen año en 2016, Pouille decepcionó esta temporada en Grand Slam.

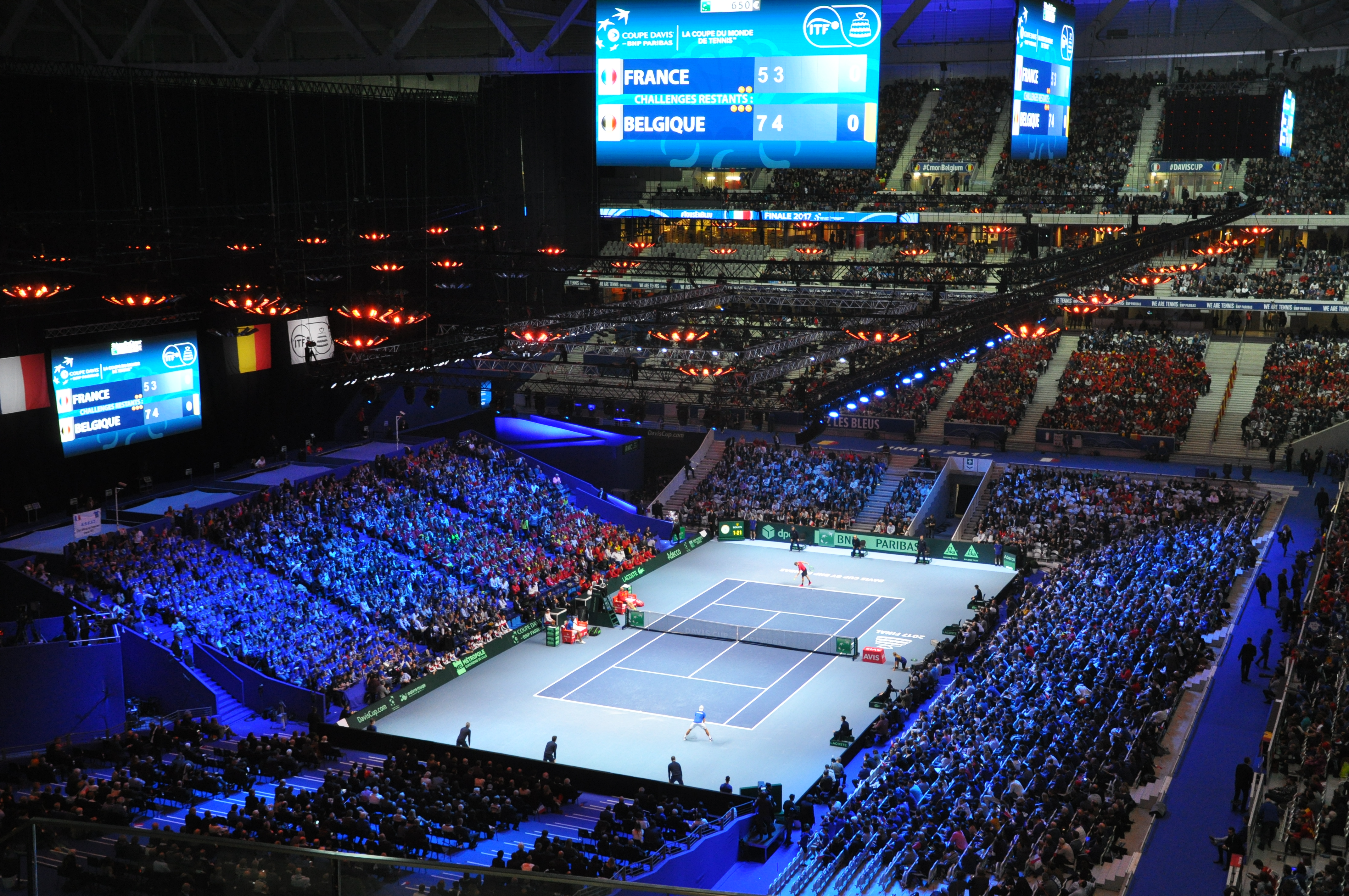
Imagen del segundo punto de la final de la Copa Davis 2017 entre David Goffin y Lucas Pouille representando a Bélgica y Francia respectivamente

Es seleccionado para jugar las Semifinales de la Copa Davis contra Serbia, este último estuvo privado de sus mejores jugadores, Pouille finalmente se enfrenta a Dušan Lajović para el primer juego. Cae en tres horas de juego por 1-6, 6-3, 76-7 y 56-7 ante el 80 del mundo (A pesar de estar casi 60 puestos arriba de su rival), a pesar del mal inició los franceses ganaron los tres juegos próximos, Pouille no disputó más puntos.
Su mal año siguió con una derrota en primera ronda en el Torneo de Metz, donde era el defensor del título, cayendo frente al 86 del mundo Marius Copil por doble 7-6. En Pekín, estuvo cerca de lograr la hazaña de vencer a un número uno del mundo por primera vez en su carrera, al español Rafael Nadal, perdiendo por 6-4, 6-86-7 y 5-7, Pouille no pudo concretar dos puntos de partido cuando lideraba 6-4 en la muerte súbita del segundo set, después de 2 horas y media de partido.
En la gira indoor (bajo techo) en Viena, Pouille vence fácilmente a Sebastian Ofner (6-3, 6-4), Guillermo García-López (6-3, 7-6) y a su compatriota Richard Gasquet en dos sets por 7-65, 6-1 en los cuartos de final. Se clasifica a la final tras vencer en un partido difícil a Kyle Edmund por (7-9)6-7, 6-4 y 6-3, en el partido final aprovechó el cansancio de su contrario, su compañero Jo-Wilfried Tsonga ganando por 6-1 y 6-4 para ganar su primer ATP 500 y el título más importante de su carrera. Después jugó el Masters 1000 de París-Berçy, donde cayó en octavos de final contra el ganador del torneo  el estadounidense Jack Sock por 7-6(8-6) y 6-3.
Es seleccionado para jugar la Final de la Copa Davis contra Bélgica. Perdió el primer individual contra el N.º 1 belga y 7 del mundo David Goffin por 7-5, 6-3 y 6-1. Le da el título a Francia con el favoritismo de su lado por tener mejor ranking ganó con contundencia por un fácil 6-3, 6-1 y 6-0 frente a Steve Darcis para darle el triunfo a sus país por 3-2 y su décimo título de Copa Davis (y el primero desde 2001), ganando el su primera ensaladera y convirtiéndose en campeones del mundo, pero sin haber convencido realmente.
Terminó la temporada 2017 como el único jugador que ganó al menos un título de individuales ATP World Tour en cada superficie: Budapest (arcilla), Stuttgart (hierba) y Viena (pistas dura bajo techo), teniendo un año del altibajos y no pudiendo superar los octavos de final en ningún Grand Slam.

### 2018: Quinto título ATP
Comenzó su temporada 2018 sin torneos de preparación, jugando solo el torneo de exhibición en Melbourne en el Tiebreak Tennis donde cada partido se juega a 10 puntos. Este formato corto no le permite ir muy lejos, perdiendo en primera ronda contra Rafael Nadal por 1-10. En el Abierto de Australia, el francés decepciona otra vez al perder en 1.ª ronda como en los otros 5 años anteriores contra el belga Rubén Bemelmans por 4-6, 4-6, 7-6(7-4) y (6-8)6-7.
El 11 de febrero, Pouille ganó el quinto título de su carrera al ganar por primera vez el Torneo de Montpellier ganándole por 7-6(7-2) y 6-4 a su compatriota Richard Gasquet en 1 hora 27 minutos de juego. Después de derrotar a sus compatriotas, Benoît Paire (6-1, 6-4) en cuartos y aprovechando el abandono de Jo-Wilfried Tsonga (1-6, 5-5) en semifinales, un dato curioso fue que Tsonga sacaba 5-4 en el segundo y tuvo macht point pero Pouille quebró (igualando a 5) y Tsonga se retiró por molestias físicas. Tras esta gran semana cae de entrada en Róterdam a manos de Andrey Rublev por 5-7 y 4-6. Vuelve otra vez a Francia a jugar el Torneo de Marsella, donde llegó hasta las semifinales tras vencer a su compatriota Pierre-Hugues Herbert (3-6, 7-6(8-6), 6-4) y Filip Krajinovic (7-6(7-5), 3-6, 6-4), en las semifinales derrota con dificultad a la sorpresa bielorussa Ilya Ivashka por 6-3 y 7-6(8-6) para llegar a la final por segundo año consecutivo en Marsella donde se enfrentaría al ruso Karen Jachánov. Sin embargo perdería en 3 sets por 5-7, 6-3 y 5-7 después de un juego bastante irregular (13 aces, 4 dobles faltas y solo el 60% del primer servicio). Después juega en Dubái su cuarto torneo en un mes (febrero), logró la hazaña de vencer a un ex top 10, al letón Ernests Gulbis, en dos sets bastante dominados por doble 6-4. En la siguiente ronda se venga de Kachanov ganándole por 6-4, 3-6, 6-3 para llegar a su 3.º final en casi un mes, superando a Yuichi Sugita (3-6, 6-3, 6-2) y el serbio Filip Krajinovic (Reciente subcampeón del Masters 1000 de París-Bercy 2017 en noviembre pasado) por 6-3, (4-7)6-7 y 7-6(7-5) en un partido que se le complicó más de la cuenta ya que llegó a sacar 5-4 en el segundo set. Sin embargo cae en el final ante Roberto Bautista por 6-3 y 6-4 en un partido en el que cometió muchos errores no forzados y teniendo un bajo primer servicio (Solo un 61% de puntos ganados con el primer servicio). Además logró la mejor clasificación de su carrera al llegar al puesto 12.º del ranking mundial, quedando a dos puestos de ser top 10 primera vez en su carrera.
En marzo, jugó el Masters de Indian Wells. Fue derrotado en su primer partido por doble 6-4 frente al indio Yuki Bhambri (110 del mundo y proveniente de la fase de clasificación). Pese a caer a las primeras de cambio y seguido de la baja del finalista del año pasado Stan Wawrinka y la derrota de Sam Querrey en cuartos de final, alcanzó el top 10 por primera vez en su carrera después del torneo. Después de su derrota en Indian Wells, se retira del Masters 1000 de Miami por fatiga y también para entrenar en la arcilla para la gira de tierra batida europea y también solo alcanzó a estar una semana en el Top 10 (Defendía segunda ronda).
En abril, es nominado para jugar los Cuartos de final de la Copa Davis contra Italia, ganó sus dos partidos de individuales contra Andreas Seppi (6-3, 6-2, 4-6, 3-6, 6-1) y a Fabio Fognini (2-6, 6-1, 7-6(7-3), 6-3) después de tres horas de juego para clasificar a semifinales. Después de eso jugó el Masters 1000 de Montecarlo y pierde en su primer partido en 3 sets (6-2, 1-6, (3-7)6-7) contra el alemán Mischa Zverev (55.º del mundo). Una semana después, pierde otra vez a las primeras de cambio contra el australiano John Millman por 6-3, 6-4 en Budapest. Después en mayo siguió con bajos resultados y cayó en primera ronda en Madrid (ante Benoît Paire) y en segunda en Roma (ante Kyle Edmund). Después en Roland Garros al fin logra buenos resultados y llegó hasta la tercera ronda tras vencer a Daniil Medvédev y Cameron Norrie; en tercera cayó contra Karen Jachánov por 6-3, 7-5 y 6-3.

### 2019: Colaboración con Amélie Mauresmo, semifinal en simples en Melbourne
En 2019, juega su primera semifinal de Grand Slam en el Abierto de Australia.
Lucas Pouille comienza su temporada 2019 en Perth para jugar la Copa Hopman representando a Francia junto a Alizé Cornet. Pierde sus 3 individuales ante Matthew Ebden (6-3, 65-7, 2-6), Alexander Zverev (3-6, 7-68, 6-2) y Ferrer (4-6, 7-65, 62-7). Pouille y Cornet perderán sus tres partidos, mientras que ganarán todos los dobles que jugaron. Lucas Pouille comenzó su temporada ATP en Sídney, donde fue detenido por Andrey Rublev (2-6, 3-6). Tras llegar a Melbourne sin ninguna victoria en individuales, tuvo una gran primera semana con tres victorias: Mikhail Kukushkin (6-1, 7-5, 6-4) en la primera ronda, Maximilian Marterer (7-68, 7-68, 5-7, 6-4) en la segunda ronda y una victoria en cinco sets sobre el joven australiano Alexei Popyrin (7-63, 6-3, 610-7, 4-6, 6-3) en la tercera ronda, no sin un punto de partido en el tiebreak del tercer set. Tras un sólido partido y una victoria sobre Borna Ćorić (64-7, 6-4, 7-5, 7-62) en octavos de final, alcanzó los cuartos de final de un Grand Slam por tercera vez en su carrera, la primera en Australia. En esta fase se encontró con Milos Raonic, que había vencido a Alexander Zverev en cuatro sets (7-64, 6-3, 62-7, 6-4). Llegó a su primera semifinal de un Grand Slam, donde fue derrotado en 1 hora y 23 minutos por Novak Djokovic (0-6, 2-6, 2-6). Después de tres meses sin ganar, se presentó al Challenger de Burdeos en mayo y lo ganó109.
En Roland Garros, fue cabeza de serie número 22, pero fue eliminado en segunda ronda por el eslovaco Martin Kližan, tras un partido maratoniano que duró dos días y en el que perdió 7-9 en el quinto set.
Comenzó su temporada en hierba en Stuttgart, donde derrotó a Feliciano López (6-3, 3-6, 7-67) y a Daniil Medvedev (7-66, 4-6, 6-2) antes de perder ante el alemán Jan-Lennard Struff (4-6, 4-6). En el torneo de Queen's, venció al británico Jay Clarke en la primera ronda, pero Daniil Medvedev se tomó la revancha de la semana anterior en el siguiente partido (7-6, 6-7, 6-4). Luego llegó el torneo de Wimbledon, donde mostró un muy buen nivel de juego, venciendo a su compatriota Richard Gasquet en la primera ronda (6-1, 6-4, 7-6) y a su compatriota Grégoire Barrère en la segunda (6-1, 7-6, 6-4). Luego fue detenido por el número 3 del mundo, Roger Federer (7-5, 6-2, 7-6).

### 2020: Renuncia a Melbourne y luego se pierde el Challenger de Indian Wells
Todavía lesionado en el codo derecho, Lucas Pouille se vio obligado a retirarse del Abierto de Australia, donde tenía que defender una semifinal110. Retrasó su regreso (inicialmente previsto para el torneo de Marsella) hasta marzo, en el Challenger de Indian Wells. Descendido al puesto 58 del mundo, cayó en dos sets ante el estadounidense Noah Rubin111.
En julio, tras meses de dolor en el codo derecho y después de haber probado todos los demás tratamientos disponibles, Lucas Pouille decidió someterse a una operación. La operación fue un éxito, pero no volvió a jugar esta temporada.

### 2021: Camino de vuelta, fuera del top 100
Pouille regresó al circuito en enero, en el Abierto de Quimper, donde fue cabeza de serie número 1, pero perdió en la primera ronda (6-4, 5-7, 6-4) ante el futuro finalista Filip Horansky. El francés, cabeza de serie n.º 2, perdió en segunda ronda la semana siguiente en el Abierto de Quimper II ante Tobias Kamke (6-2, 6-7(3), 6-2) tras haber dominado a Yannick Maden (7-5, 4-6, 6-2). No participó en el Abierto de Australia, por consejo de su equipo, para continuar su preparación.
Las semanas siguientes siguen siendo delicadas, con una derrota en primera ronda en Montpellier (contra Benjamin Bonzi, 7-6(6), 6-2), una derrota en segunda ronda en el Biella Challenger contra Illya Marchenko (6-4, 6-3) cuando era cabeza de serie n°1. En Marsella, volvió a ponerse a prueba contra uno de los mejores del mundo en su derrota en segunda ronda ante Stefanos Tsitsipas (6-2, 6-3).
Tras una dura derrota en primera ronda ante Ricardas Berankis en Marbella sobre tierra batida (6-4, 6-7(5), 7-5), las cosas mejoraron para Pouille en el Masters 1000 de Montecarlo, donde consiguió su primera victoria sobre un jugador del top 100 desde Tokio 2019 ante el número 48 del mundo Guido Pella (6-3, 6-4). A continuación, el francés derrotó a Alexei Popyrin (7-5, 2-6, 6-3). Desgraciadamente, su carrera se vio interrumpida por una lesión cuando perdió ante Alejandro Davidovich Fokina en la tercera ronda (6-2, 7-6). Tras un mes de descanso forzoso, la reanudación de su carrera fue difícil y Pouill perdió ante Fernando Verdasco (7-5, 6-2) en el segundo torneo de Belgrado y ante Pablo Cuevas (6-3, 6-1, 6-1) en Roland Garros.
Cuando cambió a la hierba, el impulso no volvió y Pouille perdió en la primera ronda de la clasificación en Stuttgart y en Queen's. A continuación, superó el obstáculo de la clasificación en Mallorca y perdió en tres sets ante Karen Khachanov (7-6(7), 3-6, 6-4). En Wimbledon, Pouille tuvo un gran partido en la primera ronda contra Cameron Norrie, pero perdió al final (6-7(6), 7-5, 6-2, 7-5). Pouille volvió entonces a las pistas de tierra batida en verano, pero no obtuvo los resultados que buscaba: perdió en primera ronda en Hamburgo ante Dušan Lajović (6-4, 6-4) y de nuevo en Umag ante el eventual ganador Carlos Alcaraz (3-6, 6-2, 6-2). En Kitzbühel, perdió ante el futuro finalista Pedro Martínez (6-3, 6-7(4), 6-4).
En la pista dura estadounidense, Pouille salió airoso de las rondas de clasificación en Winston Salem, ganando la primera ronda contra Feliciano López (6-1, 6-4) antes de perder ante Dan Evans (3-6, 6-4, 6-1). En el US Open, Pouille perdió en primera ronda en cinco sets ante Albert Ramos Vinolas (6-1, 5-7, 5-7, 7-5, 6-4).
Después volvió al circuito Challenger y jugó la final en Cassis, derrotado por Benjamin Bonzi (7-6(4), 6-4), y los cuartos de final en Rennes, dominados por Arthur Rinderknech (6-3, 7-6). En el circuito ATP, perdió en segunda ronda en Metz ante el futuro ganador Hubert Hurkacz (6-2, 6-3). Antes del Masters 1000 de Bercy, Pouille jugó dos Challengers sin conseguirlo con una derrota en segunda ronda en Orleans contra Richard Gasquet (3-6, 7-6(5), 6-3) y una derrota en primera ronda en Mouilleron Le Captif contra Elias Ymer (6-2, 7-6) al que acababa de vencer en Orleans (6-3, 3-6, 6-1). Pouille jugó el último partido de su temporada en París, en el Masters 1000, en la primera ronda de la fase previa, derrotado por Lorenzo Musetti (4-6, 6-4, 6-1). Otro partido reñido que se negará a ir a su favor esta temporada.

## Títulos ATP (5; 5+0)

### Individual (5)
| Leyenda                         |
| Grand Slam (0)                  |
| ATP World Tour Finals (0)       |
| Juegos Olímpicos (0)            |
| ATP World Tour Masters 1000 (0) |
| ATP World Tour 500 (1)          |
| ATP World Tour 250 (4)          |

| N.º | Fecha                    | Torneo      | Superficie    | Oponente en la final | Resultado        |
| --- | ------------------------ | ----------- | ------------- | -------------------- | ---------------- |
| 1.  | 25 de septiembre de 2016 | Metz        | Dura (i)      | Dominic Thiem        | 7-6(5), 6-2      |
| 2.  | 30 de abril de 2017      | Budapest    | Tierra batida | Aljaž Bedene         | 6-3, 6-1         |
| 3.  | 18 de junio de 2017      | Stuttgart   | Hierba        | Feliciano López      | 4-6, 7-6(5), 6-4 |
| 4.  | 29 de octubre de 2017    | Viena       | Dura (i)      | Jo-Wilfried Tsonga   | 6-1, 6-4         |
| 5.  | 11 de febrero de 2018    | Montpellier | Dura (i)      | Richard Gasquet      | 7-6(2), 6-4      |

#### Finalista (4)
| N.º | Fecha                 | Torneo   | Superficie    | Oponente en la final | Resultado     |
| --- | --------------------- | -------- | ------------- | -------------------- | ------------- |
| 1.  | 25 de abril de 2016   | Bucarest | Tierra batida | Fernando Verdasco    | 3-6, 2-6      |
| 2.  | 26 de febrero de 2017 | Marsella | Dura (i)      | Jo-Wilfried Tsonga   | 4-6, 4-6      |
| 3.  | 25 de febrero de 2018 | Marsella | Dura (i)      | Karen Jachánov       | 5-7, 6-3, 5-7 |
| 4.  | 3 de marzo de 2018    | Dubái    | Dura          | Roberto Bautista     | 3-6, 4-6      |

## Clasificación histórica
Actualizado hasta el Abierto de Australia 2020.
| Grand Slam                  |              |              |     |              |              |              |        |              |              |              |   |         |         |         |
| Abierto de Australia        | A            | A            | A   | Q2           | 1R           | 1R           | 1R     | 1R           | 1R           | SF           | A | 0 / 6   | 5–6     | 45%     |
| Roland Garros               | A            | A            | A   | 2R           | 1R           | 1R           | 2R     | 3R           | 3R           | 2R           |   | 0 / 7   | 7–7     | 50%     |
| Wimbledon                   | A            | A            | A   | A            | Q1           | 1R           | CF     | 2R           | 2R           | 3R           |   | 0 / 5   | 8–5     | 63%     |
| US Open                     | A            | A            | A   | Q2           | A            | 1R           | CF     | 4R           | 3R           | 2R           |   | 0 / 5   | 10–5    | 70%     |
| G–P                         | 0–0          | 0–0          | 0–0 | 1–1          | 0–2          | 0–4          | 9–4    | 6–4          | 5–4          | 9-4          |   | 0 / 25  | 30–23   | 58%     |
| ATP World Tour Masters 1000 |              |              |     |              |              |              |        |              |              |              |   |         |         |         |
| Indian Wells                | A            | A            | A   | A            | A            | A            | 1R     | 3R           | 2R           | 2R           |   | 0 / 4   | 1–4     | 20%     |
| Miami                       | A            | A            | A   | A            | A            | A            | 4R     | 2R           | A            | 2R           |   | 0 / 3   | 3–3     | 50%     |
| Montecarlo                  | A            | A            | A   | A            | A            | 2R           | 3R     | SF           | 2R           | 1R           |   | 0 / 5   | 7–5     | 57%     |
| Madrid                      | A            | A            | A   | A            | Q1           | A            | 2R     | 1R           | 1R           | 2R           |   | 0 / 4   | 2–4     | 35%     |
| Roma                        | A            | A            | A   | A            | A            | A            | SF     | 1R           | 2R           | 1R           |   | 0 / 4   | 3–4     | 49%     |
| Canadá                      | A            | A            | A   | A            | A            | A            | 2R     | 1R           | 1R           | 1R           |   | 0 / 4   | 1–4     | 20%     |
| Cincinnati                  | A            | A            | A   | A            | A            | A            | 1R     | A            | 2R           | CF           |   | 0 / 3   | 4–3     | 53%     |
| Shanghái                    | A            | A            | A   | A            | A            | Q1           | 3R     | 2R           | A            | 2R           |   | 0 / 3   | 4–3     | 53%     |
| París                       | A            | A            | A   | A            | 3R           | 1R           | 3R     | 3R           | 1R           | A            |   | 0 / 5   | 4–5     | 44%     |
| Representación nacional     |              |              |     |              |              |              |        |              |              |              |   |         |         |         |
| Juegos Olímpicos            | No Celebrado | No Celebrado | A   | No Celebrado | No Celebrado | No Celebrado | A      | No Celebrado | No Celebrado | No Celebrado |   | 0 / 0   | 0-0     | --      |
| Francia                     | A            | A            | A   | A            | A            | A            | SF     | 'G'          | F            | A            |   | 1 / 3   | 7–3     | 70%     |
| G–P                         | 0–0          | 0–0          | 0–0 | 0–0          | 0–0          | 0–0          | 2–1    | 2–2          | 3–0          | 0–0          |   | 1 / 3   | 7–3     | 70%     |
| Estadísticas                |              |              |     |              |              |              |        |              |              |              |   |         |         |         |
| Finales                     | 0            | 0            | 0   | 0            | 0            | 0            | 2      | 4            | 3            | 0            |   | 9       | 9       | 56%     |
| Títulos                     | 0            | 0            | 0   | 0            | 0            | 0            | 1      | 3            | 1            | 0            |   | 5       | 5       | 56%     |
| G-P en Hard                 | 0–0          | 0–0          | 0–0 | 0–2          | 2–2          | 7–9          | 20–14  | 19–15        | 15–12        | 14–13        |   | 77–67   | 77–67   | 57%     |
| G-P en Arcilla              | 0–0          | 0–0          | 0–0 | 1–1          | 0–2          | 5–4          | 10–5   | 11–5         | 6–5          | 2–5          |   | 35–27   | 35–27   | 55%     |
| G-P en césped               | 0–0          | 0–0          | 0–0 | 0–1          | 0–0          | 0–1          | 4–3    | 6–2          | 3–3          | 5–3          |   | 18–13   | 18–13   | 58%     |
| G-P en general              | 0–0          | 0–0          | 0–0 | 1–4          | 2–4          | 12–14        | 34–22  | 36–22        | 25–20        | 21-21        |   | 131–108 | 131–108 | 131–108 |
| Victorias %                 | –            | –            | –   | 20%          | 25%          | 46.15%       | 60.71% | 62.07%       | 55.56%       | 50%          |   | 54.81%  | 54.81%  | 54.81%  |

## Ranking ATP al final de la temporada
| Año                     | 2011 | 2012 | 2013 | 2014 | 2015 | 2016 | 2017 | 2018 | 2019 | 2020 | 2021 | 2022 |
| Ranking en individuales | 1618 | 431  | 204  | 133  | 78   | 15   | 18   | 32   | 22   | 70   | 155  | 381  |